# Pruśce
Pruśce – wieś w Polsce położona w województwie wielkopolskim, w powiecie obornickim, w gminie Rogoźno.
W latach 1954-1958 wieś była siedzibą gromady Pruśce, po jej zniesieniu należała do gromady Wągrowiec-Południe. 
1973-76 w gminie Wągrowiec. W latach 1975–1998 miejscowość administracyjnie należała do województwa pilskiego.
Przez wieś przebiega droga wojewódzka nr 241.